# Uzzhuaïa
Uzzhuaïa es un grupo de rock español con tintes de Hard rock y rock clásico. Se formó a finales de los noventa en Valencia.

## Primeros años
El grupo originalmente estaba formado por Sergio (guitarra y voz), Isra (guitarra) Juanjo (bajista) y Nacho (batería), quienes fundaron la banda en 1993. Un tiempo después, Nacho abandonó el grupo y entró en su lugar José. Tras este cambio grabaron su primera maqueta, Amanece Evolución, de la que se editaron 500 copias, en 1996. Para mejorar ciertos aspectos del sonido de la banda, en 1999 Sergio se concentró en la voz y Álex entró como segundo guitarra.

## 3.000 Grados
En 2000 salió a la venta el primer disco del grupo, 3.000 grados, cuya presentación se hizo en la Sala Roxy de Valencia ante más de 400 personas. Tras el éxito obtenido en su ciudad, el grupo quiso intentar dar el salto a nivel nacional. Se vendieron las primeras 1.000 copias del LP y fue reeditado y distribuido por Zero Records. Las críticas en las más importantes publicaciones especializadas fueron positivas, desde Popular 1, Metal Hammer, Mondo Sonoro o RockSound las opiniones coincidieron, obteniendo así las máximas calificaciones en todos los medios. Fueron elegidos como teloneros en la gira española de la banda sueca Spiritual Beggars.
En febrero, el grupo es llamado por Carlos Pina de Radio 3 para participar en Sesiones de Música en Negro en la Sala Caracol de Madrid junto a Yogur Daze y After Feedback, asimismo, el grupo ofreció un concierto en los estudios de su programa Bienvenidos al Paraíso emitido en directo para toda España. Participaron en el festival de heavy metal Rock Machina (junto a Gamma Ray, Kreator, etc.). A pesar de las diferencias estilísticas entre Uzzhuaïa y el resto de bandas del cartel, el grupo causó una grata sensación entre el público. En septiembre se emitió por La 2 de TVE el concierto que dieron dos meses antes en los estudios de Radio 3. En diciembre del mismo año, las diferentes perspectivas de encarar el futuro del grupo, hicieron que Sergio tuviese que dejar el grupo y en su lugar entró Pablo como nuevo cantante.

## Diablo Blvd.
Tras sus actuaciones junto a Sex Museum y Nebula, Juanjo, bajista y miembro original se ve tristemente obligado a abandonar el grupo por problemas de salud, siendo reemplazado por Álvaro. En abril el grupo actuó en la Sala Arena de Madrid en la fiesta de la revista Bad Magazine, el concierto fue retransmitido en directo por Radio 3. La siguiente cita importante fue en Jerez, el 5 de septiembre donde Uzzhuaïa actuó ante el público del Festival Serie Z; el grupo fue aclamado por la crítica como los mejores de la noche en la que actuaron. Durante todo el mes de octubre se grabó Diablo Blvd., el nuevo disco del grupo. El grupo firmó un contrato con Cactus 66 para la salida de Diablo Blvd. y se fijó el 7 de abril como fecha de salida del disco, bajo la distribución de K Industria. 
En febrero fueron elegidos teloneros de los noruegos Gluecifer en la Sala Roxy de Valencia. Actuaron en Festimad03 con gran éxito (junto a bandas como Marilyn Manson, Audioslave, Hamlet, Evanescence o Deftones) y tanto prensa como público no dudaron en calificarlos como grupo revelación del festival. En noviembre actuaron como teloneros de los norteamericanos Supersuckers en una la fiesta de aniversario de Popular 1, a las pocas semanas aparecieron en el programa musical Música Sí de TVE actuando con el tema He cambiado.

## Uzzhuaïa
En verano de 2005 el grupo, bajo la batuta de quien produjo su primer disco, Gonzalo Parreño, grabó las canciones de su tercer disco, de nombre Uzzhuaïa como la banda, con el objetivo de encontrar un buen contrato discográfico. Cactus 66 se convirtió oficialmente en su oficina de management, mientras que el grupo, buscando liberar energías, se embarcó en una mini gira por País Vasco, Madrid, Valencia y Barcelona, y aprovechó asimismo para empezar a dar a conocer las nuevas canciones. Uzzhuaïa telonean a los americanos Supagroup en Alicante a mediados de febrero, y al poco tiempo se confirma que el único proyecto que satisface sus expectativas es el ofrecido por la independiente Weight Recordings, estrechamente ligado a Cactus 66. En abril de 2006 se grabó el concierto acústico ofrecido en la Sala Wah Wah de Valencia y que solamente se pudo adquirir en sus conciertos y en la página web. Con el tiempo, la grabación se convirtió en uno de los objetos más reclamados tanto en su puesto de merchandising como en la tienda de la web. A mitad de mayo actuaron en el Metal Circus Festival como preámbulo de la edición de No intentes volver atrás, un avance de su nuevo disco que ofrecía dos nuevos temas, uno inédito de las sesiones de grabación del último disco y recuperando la versión de Motörhead Don't let daddy kiss me, grabado originalmente para el tributo a la legendaria banda británica.
A finales de junio se grabó, en las Bardenas Reales de Navarra, el vídeo del primer single del nuevo disco, No intentes volver atrás. Con su actuación en la quinta edición del Azkena Rock Festival (compartiendo cartel con bandas del calibre de Pearl Jam, Redd Kross, Buckcherry, New York Dolls y un largo etc.) Uzzhuaïa celebró la edición de su nuevo disco, llamado finalmente como la banda, Uzzhuaïa. El disco fue recibido con excelentes críticas por parte de toda la prensa especializada, y saludado ya como uno de los mejores trabajos del año. Se reconocía su empeño por buscar un mejor sonido, por haber realizado sus mejores canciones hasta la fecha, incluyendo una versión del clásico de Héroes del Silencio La chispa adecuada y por el papel desempeñado en la grabación, por todos los componentes del grupo, que lograron grabar su mejor colección de canciones. La gira de presentación del nuevo disco arrancó oficialmente en Vigo el 19 de octubre. Le siguieron 14 actuaciones más por ciudades como La Coruña, Lérida, Albacete, Valencia, Gijón, Barcelona, Madrid y Jaén.

## Destino Perdición
El 5 de mayo de 2008, Uzzhuaia publica su LP "Destino Perdición".

## 13 veces por minuto
En 2010 editan un nuevo trabajo titulado "13 veces por minuto" que continua la estela de su anterior álbum y que sentaría las bases para su siguiente trabajo de estudio.

## Santos & Diablosy crowdfunding
En 2013 deciden realizar un crowdfunding para poder sacar adelante su disco "Santos & Diablos" con la calidad y los medios suficientes. Piden 8.000€ y consiguen llegar a los 17.502€ gracias a las aportaciones de los fanes. Con el dinero obtenido y dependiendo de la aportación, se recompensa a los fanes con camisetas únicas para el crowdfunding, ediciones especiales con Boxsets y hasta se remodela la portada del disco que inicialmente fue planteada. Presentan su videoclip de Una historia que contar, primer single del grupo y comienzan una gira que continuará durante 2014 por toda España.

## Reconocimiento
La ascensión del grupo se vio confirmada con la aparición de las listas con lo mejor del año 2006 en la prensa musical del país. Uzzhuaïa fue nombrado como mejor grupo de metal del año por Mondo Sonoro, grupo revelación del año según los lectores de Heavy Rock, Mariskalrock.com y Kerrang, así como mejor grupo del año por los lectores de Popular 1, quienes también reconocieron a Pablo Monteagudo como el mejor vocalista nacional del año y a su último disco como el 2º mejor del año. A finales de enero se rodó el segundo videoclip de Uzzhuaïa, la versión de La chispa adecuada de Héroes del Silencio. Recientemente Carlos Pina, antiguo vocalista de Panzer y famoso por su trabajo en la radio, les otorgó el premio de mejor grupo de rock en 2008.

## Pausa
En septiembre de 2014 el grupo decide parar durante un tiempo indefinido, los integrantes del grupo deciden mientras tanto poner en marcha diferentes proyectos musicales, Israel Ferrer y Alex Simón ponen en marcha una nueva banda Capitan Booster, José monta Garage Incident grupo de versiones de clásicos del rock, y Pau Monteagudo comienza su andadura con el power trio Corazones Eléctricos, lanzando al mercado su primer LP homónimo en 2016.

## Formación actual
Pau Monteagudo - Voz y Guitarra acústica

Alex Simón - Guitarra

José - Batería, percusiones

Álvaro "Varone" Monteagudo - Bajo

Israel Ferrer - Guitarra

## Discografía

### Álbumes
- 3.000 Grados (2000)
- Diablo Blvd. (2003 - Cactus 66)
- Uzzhuaïa (2006)
- Destino Perdición (2008)
- 13 Veces Por Minuto (2010)
- Santos & Diablos (2013)
- Acústico Vol.2 (2014)

### Eps
- No intentes volver atrás (EP) (2006)

- En Directo... desde la Costa Este (2011)

### Demos
- El Culo del Mundo (Demo) (1995)
- Amanece Evolución (Demo) (1997)
- No dejéis nunca de (Demo) (1998)
- El efecto Diablo (Demo) (2002)